# Niklas Gustavsson
Niklas Gustavsson (* 28. Januar 1989) ist ein ehemaliger schwedischer Radrennfahrer.

## Werdegang
Erste Erfolge erzielte Gustavsson im Mountainbikesport: 2007 wurde er auf dem Mountainbike schwedischer Meister im Einzelzeitfahren der Juniorenklasse und im Staffelwettbewerb zusammen mit Christoffer Grimbäck und Alexander Wetterhall. Im Cross Country-Rennen der Junioren belegte er den zweiten Platz. Auf der Straße wurde er 2008 Zweiter bei dem Eintagesrennen Värnamo Grand Prix. 
Zur Saison 2009 wurde Gustavsson Mitglied im schwedischen UCI Continental Team Magnus Maximus Coffee / Sprocket, für das er zwei Jahre fuhr. Nach einem Jahr Unterbrechung folgten bis 2017 Mitgliedschaften bei den Continental Teams Team UK Youth, FireFighters Upsala CK und Team Tre Berg-Bianchi. Zählbare Erfolge konnte Gustavsson nicht erringen, seine besten Ergebnisse waren international ein sechster Platz beim Grand Prix de la Ville de Lillers 2013 und national Platz 2 bei den schwedischen Meisterschaften im Straßenrennen 2016.
Seit 2018 wird Gustavsson nicht mehr in den Ergebnislisten der UCI geführt.

## Erfolge – Mountainbike
2007
- Schwedischer Meister – Einzelzeitfahren (Junioren)
- Schwedischer Meister – Staffel (mit Christoffer Grimbäck und Alexander Wetterhall)